# 타일러 오스틴
크리스토퍼 타일러 오스틴(Christopher Tyler Austin, 1991년 9월 6일 ~ )은 미국의 야구 선수로, 전 메이저 리그의 선수이며, 현 일본 프로야구 요코하마 DeNA 베이스타스의 선수이다.